# Filiberto Manzo
Filiberto Manzo, né le 29 avril 1930, est un ancien joueur mexicain de basket-ball.